# Base de Apoyo Logístico Río Gallegos
La Base de Apoyo Logístico "Río Gallegos" (BAL Río Gallegos) es una unidad de apoyo del Ejército Argentino que es elemento de la XI Brigada Mecanizada "Brig. Grl. Juan Manuel de Rosas", conformando la guarnición más austral del ejército de tierra.
Esta base de apoyo logístico (BAL) creada en 1992 con asiento en la guarnición de ejército Río Gallegos, Provincia de Santa Cruz, y es presta apoyo de arsenales a las guarniciones de la provincia, que incluye a Comandante Luis Piedrabuena, Puerto Santa Cruz, al propio Río Gallegos y Rospentek.
Su personal formó parte de diversas misiones de paz, entre ellas la Fuerza de Tarea Argentina en Chipre, bajo mandato de la misión de la Fuerza de las Naciones Unidas para el Mantenimiento de la Paz en Chipre (UNFICYP). También en la Compañía Logística Kuwait que desplegó argentina en dicho país asiático, así como efectivos en Angola y Croacia. Desde 2004 sus hombres también participaron de la Misión de las Naciones Unidas para la Estabilización en Haití (MINUSTAH) con el Batallón Conjunto Argentino.

## Historia
El 1 de enero de 1980 fue creada la Compañía de Arsenales 11 para apoyar a la naciente Brigada de Infantería XI.
La Base de Apoyo Logístico Río Gallegos fue creada el 30 de noviembre de 1992 como resultado de la fusión de las disueltas Compañía de Arsenales 11, Compañía de Intendencia 11 y Compañía de Sanidad 11.
En 1995 fue protagonista de la Operación Tormenta Blanca, efectuando apoyo a la comunidad debido a la gran nevada producida en la provincia de Santa Cruz en esos momentos.
En 1996 la Compañía de Sanidad de la BAL fue restablecida como elemento independiente, transformándose luego en el Hospital Militar Regional "Río Gallegos".
Brindó apoyo en 1998 al personal que realizó los reconocimientos para la delimitación de los Hielos Continentales.
Efectuó el cerramiento del carrozado original de vehículos VLEGA Gaucho en 2009, de acuerdo a las necesidades del Escuadrón de Exploración de Caballería Blindado 11 que los tuvo en dotación hasta el año 2012.
En marzo de 2010 intervino con sus medios en el ejercicio Operación Retrógrada desarrollado en Santa Cruz, con la presencia de la entonces ministra de defensa Nilda Garré.
En octubre de 2014, participa con su personal y medios en el ejercicio conjunto UNIDEF, junto a unidades de la XI Brigada Mecanizada, personal y medios del Batallón de Infantería de Marina N.º 5 y aviones de combate A-4AR de la Fuerza Aérea Argentina. Dicho ejercicio fue realizado en el Campo de Instrucción Militar «General Adalid», en la localidad de Comandante Luis Piedrabuena, a 230 km al norte de la ciudad de Río Gallegos.
En julio de 2015, dentro del plan de Reequipamiento que encaró la fuerza, recibió los camiones tractores M931A2, de origen estadounidense, con semirremolques con capacidad para 25 toneladas, de origen nacional, incrementando considerablemente su capacidad para trasportar vehículos de combate a orugas.
Actualmente constituye la unidad logística más austral del Ejército Argentino.

## Estructura
La unidad está conformada por:
- Jefatura y Plana Mayor
- Compañía Comando y Servicios
- Compañía Arsenales
- Compañía Transporte
- Sección Intendencia reforzada
- Centro de Operaciones Logísticas (COL)